# Щасливі голі люди
«Щасливі голі люди» – збірка оповідань Катерини Бабкіної про різноманітні але непрості часи та досвіди як свого, так і попередніх поколінь. Збірка вийшла 2016 року в видавництві Meredian Czernowitz.

## Зміст
В збірку входять 8 оповідань, темами яких є: конфлікт світоглядів, виживання і пристосування травмованих війнами людей, вихованих в контексті Другої світової, травмованих військовими подіями на Сході, адаптація неповносправних людей, наркозалежних, емігрантів.
«У китайців є такий прокльон: щоб ти жив у годину змін. Така година змін в Україні триває від 80-их років і до тепер. І в ці складні часи народилися і виросли покоління людей, які зараз формують країну такою, якою вона є. Ця книжка, незважаючи на кольорову обкладинку та назву „Щасливі голі люди“, розповідає про формування кількох поколінь дорослих українців.» — Катерина Бабкіна

Назва збірки повторює назву одного з оповідань – «Щасливі голі люди», і описує епізод з життя української пари та задокументовані через фото епізоди життя покоління їх батьків.
«Коли я повернулася додому, Рома з альбому не кпив», навіть сказав, що в його батьків теж було кілька таких фотографій – він знайшов їх, коли батьків уже не було, – де вони з друзями, вже дуже не молоді, грають у бадмінтон на якійсь галявині, там ще ковбаса розкладена і пляшки з якимось дешевим алкоголем, і всі вони без одягу і дуже щасливі.»

## Переклади
Збірка перекладена польською мовою: Szczęśliwi nadzy ludzie (2017, Видавництво Warsztaty Kultury w Lublinie) – ISBN 978836437523

## Обкладинка
Автор ілюстрації на обкладинці – Сергій Майдуков.

## Відзнаки
Оповідання «Коробка з ґудзиками» було включено в список 30 найкращих оповідань незалежної України (2021). 